# Het Kromhout

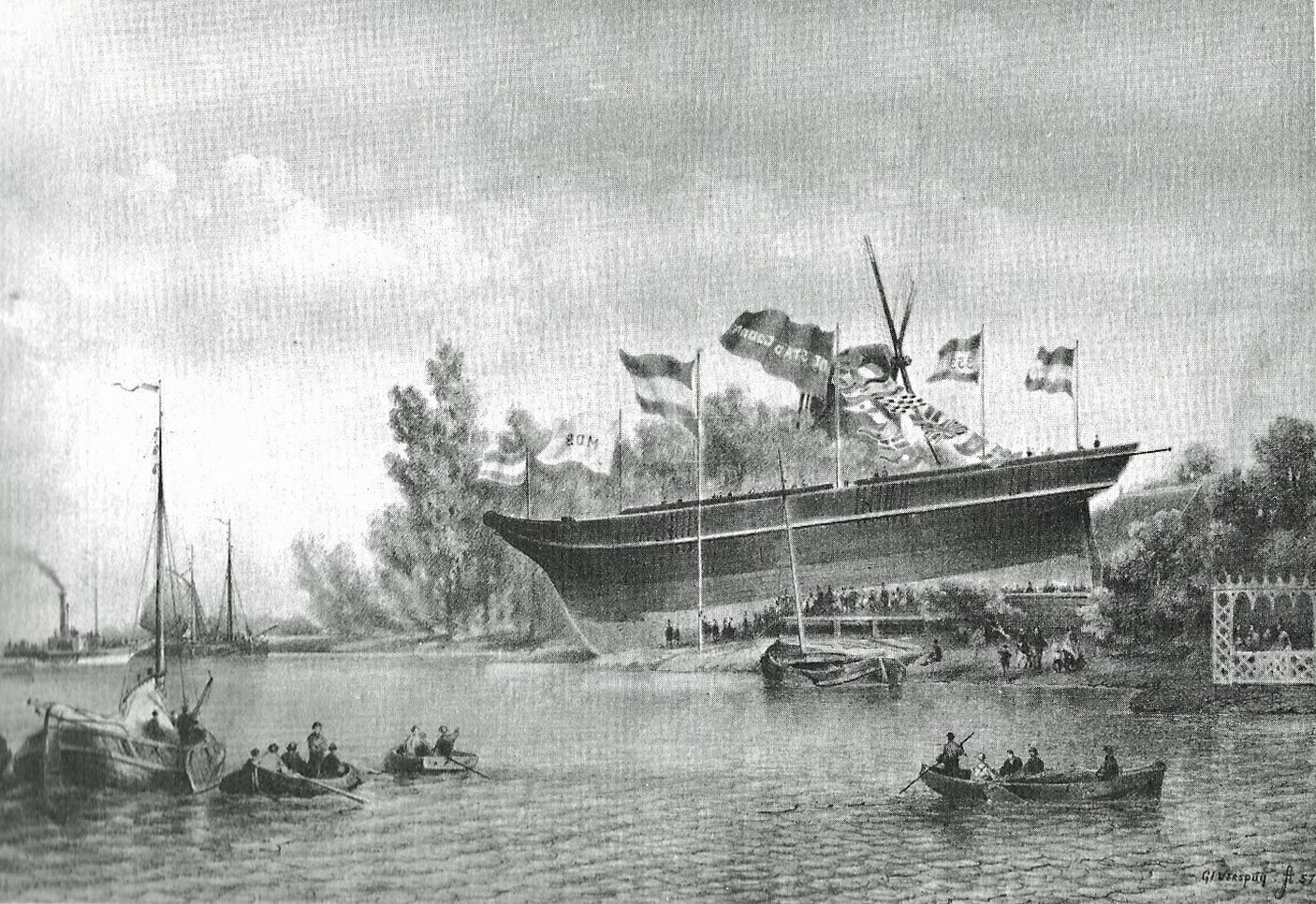
De tewaterlating van de bark "De Stad Gouda" op de scheepswerf "Het Kromhout" in 1857

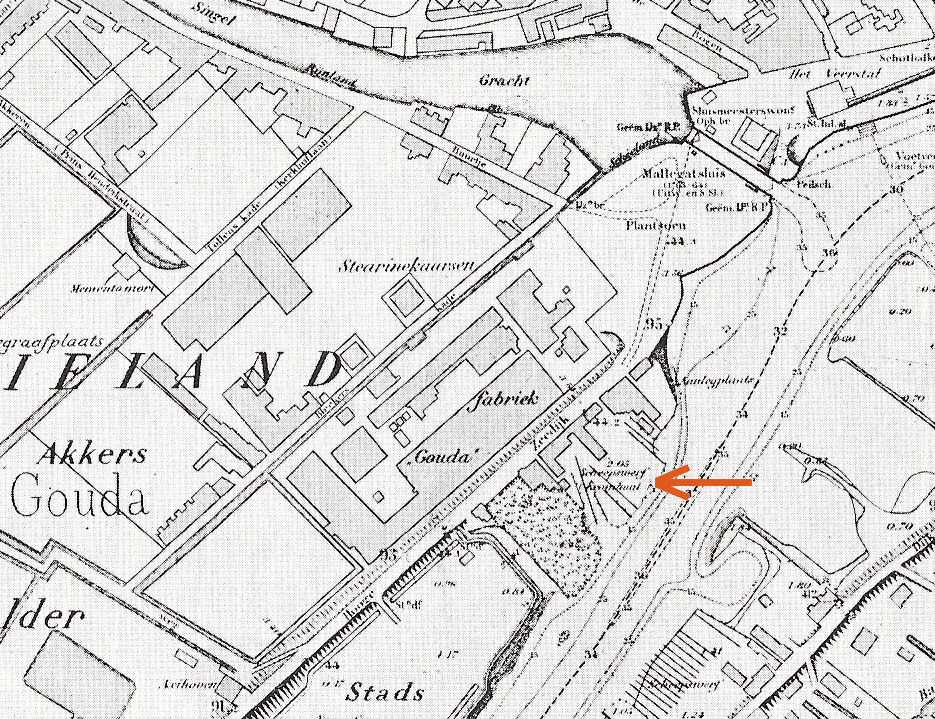
"Het Kromhout" met gebouwen en hellingen op een plattegrond van Gouda omstreeks 1900

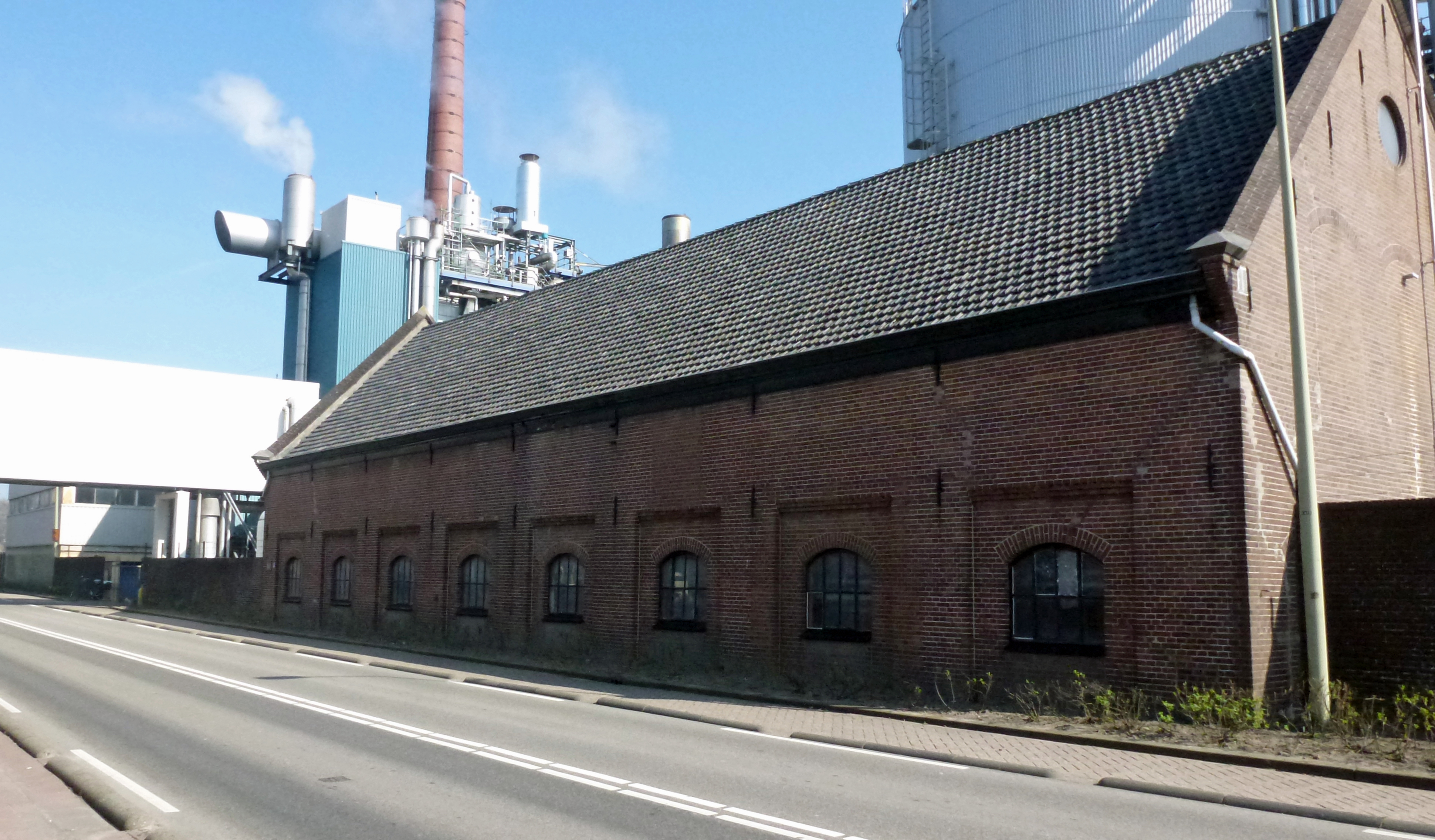
Oude loods van de scheepswerf "Het Kromhout" op het terrein gekocht door de kaarsenfabriek

Het Kromhout was een scheepswerf langs de oever van de Hollandse IJssel. Het bedrijf begon in  de 19e eeuw aan de Goudse kant van de IJssel, waar ook al eerdere scheepswerven lagen, en werd in het begin van de 20e eeuw verplaatst naar de overzijde van deze rivier.

## Geschiedenis
In 1819 kocht de uit Capelle aan den IJssel afkomstige scheepstimmerman Dirk Borkus (1795-1867) een aandeel in een bestaande scheepswerf gelegen aan de IJsseldijk (nabij de Mallegatsluis) in Gouda. Samen met een tweetal compagnons zette hij de bestaande scheepswerf voort. In 1823 nam hij de aandelen van zijn compagnons over. De werf werd door Borkus verder vergroot en uitgebreid. Ter gelegenheid van de tewaterlating van de bark "De Stad Gouda" in 1857 stelde Borkus een bedrag beschikbaar om arme Gouwenaars extra brood en kaas te verstrekken. In de jaren daarna bouwde Borkus onder andere kanonneerboten voor de marine, zogenaamde  “schroefstoomflotillevaartuigen”. Na zijn overlijden in 1867 zette zijn zoon Jacob (1823-1887) het bedrijf voort. In die periode kreeg de werf waarschijnlijk de naam "Het Kromhout". De vroegste vermelding van deze naam dateert uit 1868. Hoewel de werf in deze periode veel schepen bouwde bleek bij het overlijden van Jacob Borkus in 1887 dat er nogal wat schulden waren. Toch werd besloten dat de schoonzoon van Borkus, Willem Bokhoven (1854-1921) het bedrijf zou voortzetten. De feitelijke leiding van het bedrijf kwam in handen van een andere schoonzoon van Borkus, Hubertus van Vlaardingen (1842-1917). In 1893 nam van Vlaardingen de werf over van zijn zwager Bokhoven. In 1905 kwam ook zijn zoon Jacob van Vlaardingen (1875-1955) in het bedrijf. Beiden wisten het bedrijf tot bloei te brengen. In 1915 zette de zoon zelfstandig het bedrijf voort. De werf werd, vanwege de uitbreiding van de Goudse kaarsenfabriek, in 1916 verplaatst naar de overzijde van de Hollandse IJssel in de toenmalige gemeente Gouderak. Aan die zijde werd de werf "De Kroonprinses" door Van Vlaardingen overgenomen en omgedoopt in "Het Kromhout". In 1920 werd het grootste schip gebouwd, de Aawang van 720 ton. De werf is tot 1994 in gebruik geweest voor de bouw van binnenvaartschepen.

## Varia
- De werf "Het Kromhout" (de Kroonprinses) zou model gestaan hebben voor de roman "De scheepswerf de Kroonprinces" van Herman de Man.[3]
- In het Fries Scheepvaart Museum  bevinden zich enkele werfplaten van deze scheepswerf.[4]